# Gone Not Around Any Longer
"Gone Not Around Any Longer" (em coreano:  있다 없으니까; Itda Eopseunikka) é um álbum single do SISTAR19, uma sub-unidade do girl group sul-coreano Sistar. Foi lançado em 30 de janeiro de 2013 através da Starship Entertainment.

## Antecedentes e lançamento
Em 24 de dezembro de 2012, a Starship Entertainment informou que SISTAR19 estaria lançando uma nova música em janeiro. O novo single foi produzido por Brave Brothers, um colaborador frequente. Em 24 de janeiro de 2013, Sistar19 teve lançadas fotos teasers para seu comeback e revelou que sua nova canção seria lançada em 31 de janeiro.
Em 28 de janeiro de 2013, Sistar19 lançou o teaser de sua canção "Gone Not Around Any Longer". Em 31 de janeiro, o single completo e o videoclipe para "Gone Not Around Any Longer" foram lançados simultaneamente; o vídeo musical conta com a participação do ator Ahn Jae-hyun. O diretor foi Joo Hee Sun, que também dirigiu o videoclipe de "Alone". "Gone Not Around Any Longer" é uma canção que expressa os sentimentos de ambos partes ao se apaixonar e se afastar. O single obteve um sucesso comercial imediato, mantendo-se no topo das paradas musicais coreanas por duas semanas. Além disso, a canção alcançou o primeiro lugar na Billboard "Korea K-Pop Hot 100".
Em 7 de fevereiro de 2013, Sistar19 lançou o vídeo de ensaio da faixa.

## Promoções
Sistar19 realizou sua apresentação de volta aos palcos no M! Countdown em 31 de janeiro de 2013. O grupo também apresentou "Gone Not Around Any Longer" em outros programas musicais, tais como Music Bank, Show! Music Core e Inkigayo em fevereiro. A canção "Sistar19" foi usada para as apresentações especiais da semana de comeback. A canção deu ao grupo seu primeiro prêmio de programa musical no M! Countdown em 7 de fevereiro.

## Lista de faixas
| Lista de faixas oficial |                                              |                                  |                                  |         |  |
| N.º                     | Título                                       | Letras                           | Música                           | Duração |  |
| 1.                      | "Sistar19"                                   | Brave Brothers                   | Brave Brothers                   | 0:46    |  |
| 2.                      | "Gone Not Around Any Longer" (있다 없으니까) | Brave Brothers                   | Brave Brothers, Elephant Kingdom | 3:37    |  |
| 3.                      | "A girl in love" (나도 여자인데)             | Brave Brothers, Chakun           | Brave Brothers                   | 3:08    |  |
| 4.                      | "Ma Boy"                                     | Brave Brothers, War of the Stars | Brave Brothers                   | 3:19    |  |
| 5.                      | "Gone Not Around Any Longer" (instrumental)  |                                  | Brave Brothers, Elephant Kingdom | 3:37    |  |
| Duração total:          | Duração total:                               | Duração total:                   | Duração total:                   | 14:27   |  |

## Desempenho nas paradas
| Parada                  | Melhor posição |
| ----------------------- | -------------- |
| Gaon Weekly Album Chart | 2              |

| Parada                | Vendas  |
| --------------------- | ------- |
| Gaon (vendas físicas) | 13.156+ |

### Singles
| Parada                       | Melhor posição |
| ---------------------------- | -------------- |
| Gaon Singles chart           | 1              |
| Gaon Local Singles chart     | 1              |
| Gaon Streaming Singles chart | 1              |
| Gaon Download Singles chart  | 1              |
| Gaon BGM chart               | 1              |
| Gaon Mobile Ringtone chart   | 1              |
| Gaon Karaoke chart           | 3              |

| Parada                       | Melhor posição |
| ---------------------------- | -------------- |
| Gaon Singles chart           | 2              |
| Gaon Local Singles chart     | 2              |
| Gaon Streaming Singles chart | 3              |
| Gaon Download Singles chart  | 3              |
| Gaon BGM chart               | 2              |
| Gaon Mobile Ringtone chart   | 1              |
| Gaon Karaoke chart           | 4              |

### Outras canções
| "A Girl In Love" | 16  | 12 |
| "Sistar19"       | 115 | 59 |

## Créditos
- Hyorin - vocais
- Bora - vocais, rap
- Brave Brothers - produção, composição, arranjo, música

## Histórico de lançamento
| País          | Data                   | Formato          | Gravadora                                 |
| ------------- | ---------------------- | ---------------- | ----------------------------------------- |
| Coreia do Sul | 31 de janeiro de 2013  | Download digital | Starship Entertainment LOEN Entertainment |
| Coreia do Sul | 6 de fevereiro de 2013 | CD               | Starship Entertainment LOEN Entertainment |